# Barruelo de Santullán
Barruelo de Santullán ist ein Ort und eine spanische Gemeinde (municipio) in der Provinz Palencia der Autonomen Gemeinschaft Kastilien-Leon auf 1040 msnm. Sie hat eine Fläche von 53 km² und 1.160 Einwohnern (Stand: 2024).

## Lage
Die Gemeinde liegt 113 Kilometer nördlich der Provinzhauptstadt Palencia und nördlich von Aguilar de Campoo. Barruelo de Santullán ist über die Straße P-220 zu erreichen.

## Gemeindegliederung
- Barruelo de Santullán
- Bustillo de Santullán
- Cillamayor
- Matabuena
- Nava de Santullán
- Porquera de Santullán
- Revilla de Santullán
- Santa María de Nava
- Verbios
- Villabellaco
- Villanueva de la Torre

## Bevölkerungsentwicklung
| 1900  | 1910  | 1920  | 1930  | 1940  | 1950  | 1960  | 1970  | 1981  | 1991  | 2001  | 2010  |
| 3.389 | 4.417 | 6.600 | 8.695 | 7.770 | 7.372 | 7.223 | 4.724 | 2.638 | 2.193 | 1.749 | 1.479 |

## Sehenswürdigkeiten
- Romanische Kirche Santo Tomás
- Museo Minero (Bergwerksmuseum)

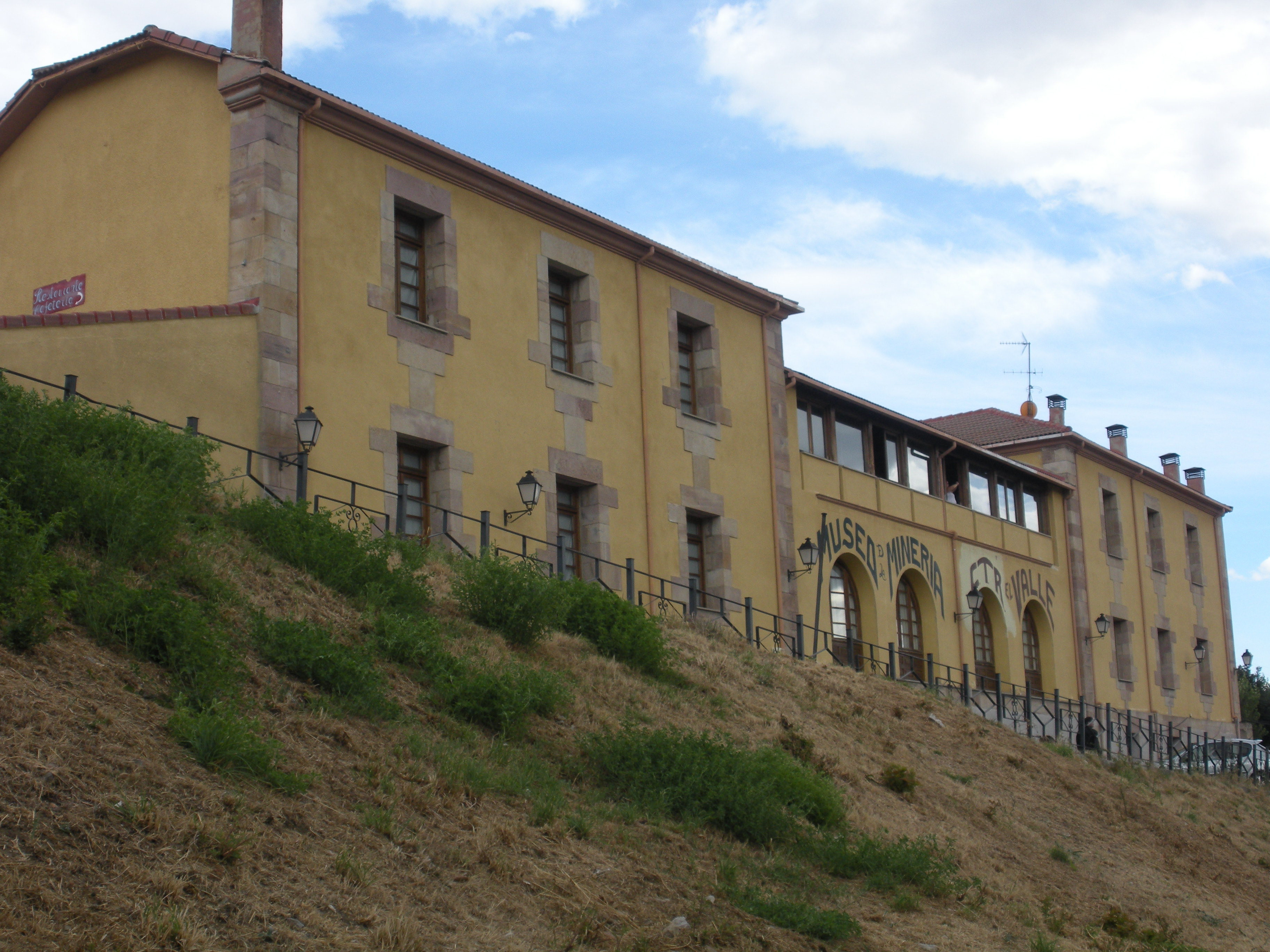
Bergwerksmuseum

- Museo de Herminio Revilla, das Skulpturen des örtlichen Künstlers zeigt

## Wirtschaft
Der Ort lebte seit dem 19. Jahrhundert vom Abbau von Kohle und Mineralien. Der Niedergang dieses Wirtschaftszweiges seit den 1960er Jahren zeigt sich deutlich in der Bevölkerungsentwicklung.

## Persönlichkeiten
- Ambrosio Ortega (* 1925 in Barruelo de Santullán), Maler